# Cupania
- Commons
- Wikispecies

Cupania L. é um género botânico pertencente à família Sapindaceae. Tem distribuição neotropical e é formado por 42 espécies (mais 7 duvidosas), nativas de uma área que vai do México até a Argentina. Possui 32 espécies nativas do Brasil, sendo 23 endêmicas. O nome genérico Cupania foi dado em homenagem ao monge e botânico italiano Francesco Cupani (1657-1710), diretor do Jardim Botânico do Prícipe della Catolica (Sicília) e autor de Hortus Catholicus.

## Espécies
- Cupania acuminata
- Cupania acuta
- Cupania adenophylla
- Cupania affinis
- Cupania akeesia
- Cupania alba
- Cupania alphandi
- Cupania alternifolia
- Cupania emarginata
- Cupania vernalis
- Lista completa

## Classificação do gênero
| Sistema | Classificação                      | Referência               |
| ------- | ---------------------------------- | ------------------------ |
| Linné   | Classe Pentandria, ordem Monogynia | Species plantarum (1753) |